# 가남초등학교 (경기)
가남초등학교는 대한민국 경기도 여주시에 있는 공립 초등학교이다.

## 학교 연혁
- 1921년 1월 17일 가남공립보통학교 설립 인가
- 1922년 7월 11일 개교식 거행
- 1926년 4월 1일 6년제 인가
- 1934년 4월 1일 부설 금당간이학교 설치
- 1989년 3월 1일 유치원 2학급 인가
- 1996년 3월 1일 가남초등학교로 개정
- 2009년 2월 12일 제83회 졸업식 거행(135명) (총10,545명 졸업)
- 2009년 3월 1일 27학급(특수 1학급), 병설유치원 1학급 편성
- 2010년 2월 19일 제84회 졸업식 거행(134명)(총 10,679명 졸업)
- 2010년 3월 1일 28학급(특수 1학급), 병설유치원 1학급 편성)
- 2010년 9월 1일 제28대 정선교 교장 부임
- 2011년 2월 16일 제85회 졸업식 거행(174명)(총 10,853명 졸업)
- 2011년 3월 1일 28학급(특수 1학급), 병설유치원 1학급 편성
- 2012년 2월 17일 제86회 졸업식 거행(153명)(총 11,006명 졸업)
- 2012년 3월 1일 28학급(특수 1학급), 병설유치원 1학급 편성
- 2012년 9월 1일 제29대 유희섭 교장 부임
- 2013년 2월 15일 제87회 졸업식 거행(149명)(총 11,155명 졸업)
- 2013년 3월 1일 28학급(특수 1학급 포함), 유치원 1학급 편성
- 2014년 2월 14일 제88회 졸업식 거행(123명)(총 11,278명 졸업)
- 2014년 3월 1일 27학급(특수 1학급 포함), 유치원 1학급 편성
- 2015년 2월 13일 제89회 졸업식 거행(126명)(총 11,397명 졸업)
- 2015년 3월 1일 26학급(특수 1학급 포함), 유치원 1학급 편성
- 2015년 3월 1일 다문화중점학교, 교과특성화학교, 자율체육교실

## 참고 자료
- 가남초등학교 - 한국교육학술정보원 학교알리미